# Pointe du Diable (La Réunion)
Pour les articles homonymes, voir Pointe du Diable.
La pointe du Diable est un cap de l'île de La Réunion, département d'outre-mer français dans le sud-ouest de l'océan Indien. Située au nord-ouest du centre-ville de Saint-Pierre, commune dont elle relève, elle se présente sous la forme d'une étroite péninsule s'avançant dans la mer perpendiculairement à la côte tout en constituant, au sud-est, une baie appelée Petite Baie.
La pointe du Diable est un spot réputé pour la pratique du surf à La Réunion. Elle est néanmoins considérée comme particulièrement dangereuse du fait de la grosseur des vagues en ce lieu et de la présence de requins aux alentours. Entre 1988 et 2006, malgré les mises en garde, quatre attaques de squales ont été enregistrées.
Ainsi, après qu'un surfeur s'est fait mordre à la main le 14 mars 1988 à 18 heures 30, un autre est blessé au bras le 8 septembre 2000 à 18 heures 05. Puis, quatre ans plus tard, le 6 octobre 2004 à 16 heures 15, un bodyboardeur a la jambe sectionnée à Ti'Paris, à proximité immédiate de la pointe. La dernière attaque date du 20 août 2006, un surfeur étant alors mortellement blessé par une morsure survenue à 11 heures du matin.